# Kymatotrichon
Kymatotrichon, monotipski rod zelenih algi iz porodice Chaetophoraceae. Jedini predstavnik je morska alga K. armatum.